# Rhinoderma darwinii
La rana di Darwin (Rhinoderma darwinii Duméril & Bibron, 1841) è una rana originaria del Cile e dell'Argentina.
L'epiteto specifico è un omaggio a Charles Darwin.
La caratteristica che la distingue da tutte le specie simili è il fatto che cresce i girini all'interno della sacca vocale del maschio.

## Descrizione
Misura tra i 2,5 e i 3,5 cm e la sua livrea è marrone-verde.

## Distribuzione e habitat
Il suo habitat è la foresta temperata; è endemica nelle foreste australi di Cile e Argentina, tra i 50 e i 1100 metri sul livello del mare, in Cile tra le province di Concepcion e Palena, in Argentina tra quelle di Neuquén e Rio Negro. Si trova in genere nel sottobosco di fogliame di faggio e vicino alle paludi.

## Biologia
Si nutre di insetti e altri artropodi.
Gli esemplari femmina depositano le loro uova nel sottobosco, e quando le larve all'interno delle uova cominciano a muoversi, i maschi adulti le ingeriscono nella loro sacca vocale per incubarle, nutrendole con succhi che essi stessi secernono, fino alla loro completa metamorfosi. Tra le 10 e le 22 larve a diversi stadi di maturazione e crescita si possono trovare in ogni maschio: dopo l'espulsione, continuano il loro normale sviluppo, fino alla sua conclusione in circa 2 mesi.

## Conservazione
È inserita nella lista delle specie in pericolo d'estinzione, anche in quanto poco tollerante alle modifiche dell'habitat: nel 1994 era considerata una specie vulnerabile in quanto s'era osservata una diminuzione della popolazione superiore al 30% nei 10 anni precedenti, diminuzione causata da una riduzione dell'area d'occupazione, dalla degradazione e distruzione dell'habitat e altri problemi non meglio identificati. Lo studio successivo avrebbe dovuto essere nel 1996, ma i dati non sono stati sufficienti per poter definire il pericolo della specie.
Recenti studi di M. Crump e A. Veloso sulla popolazione cilena hanno potuto rivelare che una parte d'essa (tra cui gli esemplari nei parchi e anche nelle aree protette) sembra essere completamente scomparsa, mentre in altre aree la densità è comunque minore rispetto a 10 o 20 anni fa. Un'analisi molto diffusa ci ha mostrato che la deforestazione ha distrutto ampie aree settentrionali abitate da questi anfibi, mentre nel 2003 era ancora molto diffusa almeno in alcune zone del Cile meridionale.